# Simbabwische Cricket-Nationalmannschaft in Neuseeland in der Saison 1997/98
Die Tour der simbabwischen Cricket-Nationalmannschaft nach Neuseeland in der Saison 1997/98 fand vom 4. bis zum 28. Februar 1998 statt. Die internationale Cricket-Tour war Bestandteil der Internationalen Cricket-Saison 1997/98 und umfasste zwei Tests und fünf ODIs. Neuseeland gewann die Test-Serie 2–0 und die ODI-Serie 4–1.

## Vorgeschichte
Neuseeland bestritt zuvor ein Drei-Nationen-Turnier in Australien, Simbabwe eine Tour in Sri Lanka.
Das letzte Aufeinandertreffen der beiden Mannschaften bei einer Tour fand in derselben Saison in Simbabwe statt.

## Stadien
Die folgenden Stadien wurden für die Tour als Austragungsort vorgesehen.
| Stadion        | Stadt        | Kapazität | Spiele          |
| -------------- | ------------ | --------- | --------------- |
| Eden Park      | Auckland     | 50.000    | 2. Test; 5. ODI |
| Lancaster Park | Christchurch | 38.628    | 3. ODI          |
| Seddon Park    | Hamilton     | 10.000    | 1. ODI          |
| McLean Park    | Napier       | 22.500    | 4. ODI          |
| Basin Reserve  | Wellington   | 11.000    | 1. Test; 2. ODI |

## Kaderlisten
Die folgenden Kader wurden von den Mannschaften benannt.
| Test | Test | ODI | ODI |
| Neuseeland | Simbabwe | Neuseeland | Simbabwe |
| --- | --- | --- | --- |
| - Stephen Fleming (K) - Nathan Astle - Chris Cairns - Simon Doull - Matt Horne - Craig McMillan - Dion Nash - Adam Parore (wk) - Mark Priest - Shayne O’Connor - Daniel Vettori - Bryan Young | - Alistair Campbell (K) - Andy Flower (wk) - Grant Flower - Murray Goodwin - Adam Huckle - Gavin Rennie - Pommie Mbangwa - Paul Strang - Heath Streak - Andy Whittall - Guy Whittall | - Stephen Fleming (K) - Nathan Astle - Chris Cairns - Simon Doull - Chris Harris - Matt Horne - Llorne Howell - Craig McMillan - Dion Nash - Shayne O’Connor - Adam Parore (wk) - Daniel Vettori | - Alistair Campbell (K) - Andy Flower (wk) - Grant Flower - Murray Goodwin - Pommie Mbangwa - John Rennie - Paul Strang - Heath Streak - Dirk Viljoen - Andy Whittall - Guy Whittall - Craig Wishart |

## One-Day Internationals

### Erstes ODI in Hamilton
| 4. Februar Scorecard | Hamilton | Neuseeland 248-7 (50)          | – | Simbabwe 208 (48.2) |
|                      |          | Neuseeland gewinnt mit 40 Runs |   |                     |

Neuseeland gewann den Münzwurf und entschied sich als Schlagmannschaft zu beginnen. Als Spieler des Spiels wurde Chris Harris ausgezeichnet.

### Zweites ODI in Wellington
| 6. Februar Scorecard | Wellington (BR) | Simbabwe 138 (49)                | – | Neuseeland 139-2 (28.2) |
|                      |                 | Neuseeland gewinnt mit 8 Wickets |   |                         |

Neuseeland gewann den Münzwurf und entschied sich als Feldmannschaft zu beginnen. Als Spieler des Spiels wurde Shayne O’Connor ausgezeichnet.

### Drittes ODI in Christchurch
| 4. März Scorecard | Christchurch (AMI) | Simbabwe 228-7 (50)        | – | Neuseeland 227-9 (50) |
|                   |                    | Simbabwe gewinnt mit 1 Run |   |                       |

Neuseeland gewann den Münzwurf und entschied sich als Feldmannschaft zu beginnen. Als Spieler des Spiels wurde Murray Goodwin ausgezeichnet.

### Viertes ODI in Napier
| 6. März Scorecard | Napier | Simbabwe 207-8 (50)              | – | Neuseeland 211-1 (45.4) |
|                   |        | Neuseeland gewinnt mit 9 Wickets |   |                         |

Simbabwe gewann den Münzwurf und entschied sich als Schlagmannschaft zu beginnen. Als Spieler des Spiels wurde Nathan Astle ausgezeichnet.

### Fünftes ODI in Auckland
| 8. März Scorecard | Auckland | Neuseeland 231-9 (50)         | – | Simbabwe 229-9 (50) |
|                   |          | Neuseeland gewinnt mit 2 Runs |   |                     |

Neuseeland gewann den Münzwurf und entschied sich als Schlagmannschaft zu beginnen. Als Spieler des Spiels wurde Daniel Vettori ausgezeichnet.

## Tests

### Erster Test in Wellington
| 19. – 22. Februar Scorecard | Wellington (BR) | Simbabwe 180 (85.3) & 250 (106.3) | – | Neuseeland 411 (145.1) & 20-0 (3.5) |
|                             |                 | Neuseeland gewinnt mit 10 Wickets |   |                                     |

Simbabwe gewann den Münzwurf und entschied sich als Schlagmannschaft zu beginnen. Als Spieler des Spiels wurde Craig McMillan ausgezeichnet.

### Zweiter Test in Auckland
| 26. – 28. Februar Scorecard | Auckland | Simbabwe 170 (62.5) & 277 (94.4)                 | – | Neuseeland 460 (120.1) |
|                             |          | Neuseeland gewinnt mit einem Innings und 13 Runs |   |                        |

Simbabwe gewann den Münzwurf und entschied sich als Schlagmannschaft zu beginnen. Als Spieler des Spiels wurde Matt Horne ausgezeichnet.